# Jekatierina Karganowa
Jekatierina Gieorgijewna Karganowa (ros. Екатерина Георгиевна Карганова; ur. 5 grudnia 1922) – radziecka autorka wierszy oraz książek dla dzieci. Zasłużony Pracownik Kultury RFSRR. 

## Życiorys
W latach 1940–45 studiowała na wydziale scenariuszowym WGIK-a (kurs Rostisława Jurieniewa). Pracowała w studiu „Wojentiechfilm” będąc redaktorem i pisarzem magazynu filmowego „Nauka i tiechnika”. W latach 50. pisarka utworów dla dzieci. 40 lat pracowała w wydawnictwie „Małysz”. Autorka zbiorów wierszy i bajek dla dzieci. Pisała także scenariusze do filmów animowanych.

## Wybrane scenariusze filmowe
- 1971: Bez tego obejść się nie można